# عبد الله البطيح
عبد الله عيسى البطيح (1397 هـ –) هو حارس مرمى سعودي سابق لعب في نادي هجر بالأحساء، وهو أخ الحكم السابق عدنان البطيح.

## مولده
ولد في السعودية في الأحساء عام 1397 هـ.

## قصة اضمامه لنادي هجر
عندما التحق بنادي هجر كان عمره 15 سنة وكان مواظباً على التمارين حتى نجح على فرض نفسه.

## محاولة الانتقال
صرح البطيح في 2006 بأنه واثق من إمكاناته وقدراته ولا يعلم سبب ركنه على دكة الاحتياط مشيراً إلى أنه طالب بإسقاط اسمه من الكشوفات الهجراوية ليتسنى له الانتقال لناد آخر. واستغرب البطيح عدم تلبية طلبه مؤكداً ان الإدارة الهجراوية ترفض تنسيقه من جهة ومشاركته مع الفريق كأساسي غير مؤكدة. وشدد البطيح على ضرورة إطلاق سراحه ليتمكن من اللعب في ناد آخر وأخذ فرصته فيه خصوصاً أنه قادر على تقديم المستويات الراقية.

## إنجازاته
- الصعود إلى الدوري الممتاز عام 1418 هـ.
- كأس الأمير فيصل بن فهد عام 1425 هـ.